# Oxytropis multiceps
Oxytropis multiceps är en ärtväxtart som beskrevs av John Torrey och Asa Gray. Oxytropis multiceps ingår i släktet klovedlar, och familjen ärtväxter. Inga underarter finns listade i Catalogue of Life.